# Letten (Gemeinden Klam, Saxen)
Letten  ist ein Gebiet mit zerstreuten Häusern im Mühlviertel in Oberösterreich, und liegt bis auf zwei zur  Marktgemeinde Klam zählende Einzelgehöfte in der Gemeinde Saxen. Gemeinsam mit weiteren Ortschaften war Letten von 1850 bis 1875 eine selbständige Ortsgemeinde mit eigenem Bürgermeister.

## Geographie
Auf Grund historischer Grenzziehung zerfällt der auf Saxen entfallende Teil von Letten in einen kleineren nördlichen und einen wesentlich größeren südlichen Teil. Die beiden Teile sind durch einen schmalen bogenförmigen Korridor miteinander verbunden. Zwei Einzelgehöfte befinden sich auf dem heutigen Gemeindegebiet der Marktgemeinde Klam und gehören zum Ort Unterhörnbach.
Die Bewohner zählen zum Schulsprengel und zur Pfarre Saxen.
Der nördliche Teil wird durch den Rinnaubach von der Ortschaft Oberkalmberg in der Katastralgemeinde Kalmberg in der Gemeinde Bad Kreuzen getrennt und grenzt im Osten an die Ortschaft Lettenthal der Stadtgemeinde Grein, im Westen an die Ortschaft Niederkalmberg und im Süden an die Ortschaft Unterhörnbach, beide in der Marktgemeinde Klam. Der südliche Teil grenzt im Norden an die Ortschaften Achatzberg und Unterhörnbach der Gemeinde Klam, im Osten an die Ortschaft Herdmann der Stadtgemeinde Grein und im Süden an die Ortschaft Reitberg und im Westen an den Markt Saxen. Durch den südlichen Teil der Ortschaft fließt der in Unterhörnbach entspringende Saxner Bach in Richtung Saxen.
Aus geologischer und geomorphologischer Sicht sowie unter Aspekten der Raumnutzung befindet sich Letten in der Raumeinheit oberösterreichischen Raumeinheiten Südliche Mühlviertler Randlagen und zählt zum Klamer Becken.

## Geschichte
Letten war Ende des 18. und in der ersten Hälfte des 19. Jahrhunderts neben Klamm, Eitzendorf und Saxen eine der vier Steuergemeinden des Distriktkommissariats Klamm.
Ab 1850 war Letten die namensgebende Ortschaft für die Ortsgemeinde Letten, die sich aus den Ortschaften Dornach, Herdmann, Knappetsberg, Letten, Lettenthal, Oberbergen und Patzenhof zusammensetzte. In der Gemeinde wohnten 1869 634 Einwohner in 89 Häusern. Am 4. Juli 1875 schloss sich die Ortsgemeinde Letten mit den Ortsgemeinden Eizendorf und Saxen zur Ortsgemeinde Saxen zusammen. Die Ortschaften Lettenthal und Herdmann zählen heute zur Stadt Grein.

### Bürgermeister der Ortsgemeinde Letten
Von 28. Juli 1850 bis 1. März 1875 amtierten folgende Personen als Bürgermeister:
- Johann Fröschl (1850 bis 1861)
- Martin Geyrhofer (1861 bis 1864)
- Johann Aichinger (1864 bis 1867)
- Martin Geierhofer (1867 bis 1870)
- Johann Freinhofer (1870 bis 1873)
- Anton Langeder (1873 bis 1875)